# Chatki (obwód tarnopolski)
Chatki (ukr. Хатки, Chatky) – wieś na Ukrainie, w obwodzie tarnopolskim, w rejonie tarnopolskim, w hromadzie Berezowica Wielka. W 2001 roku liczyła 51 mieszkańców.

Zdjęcia
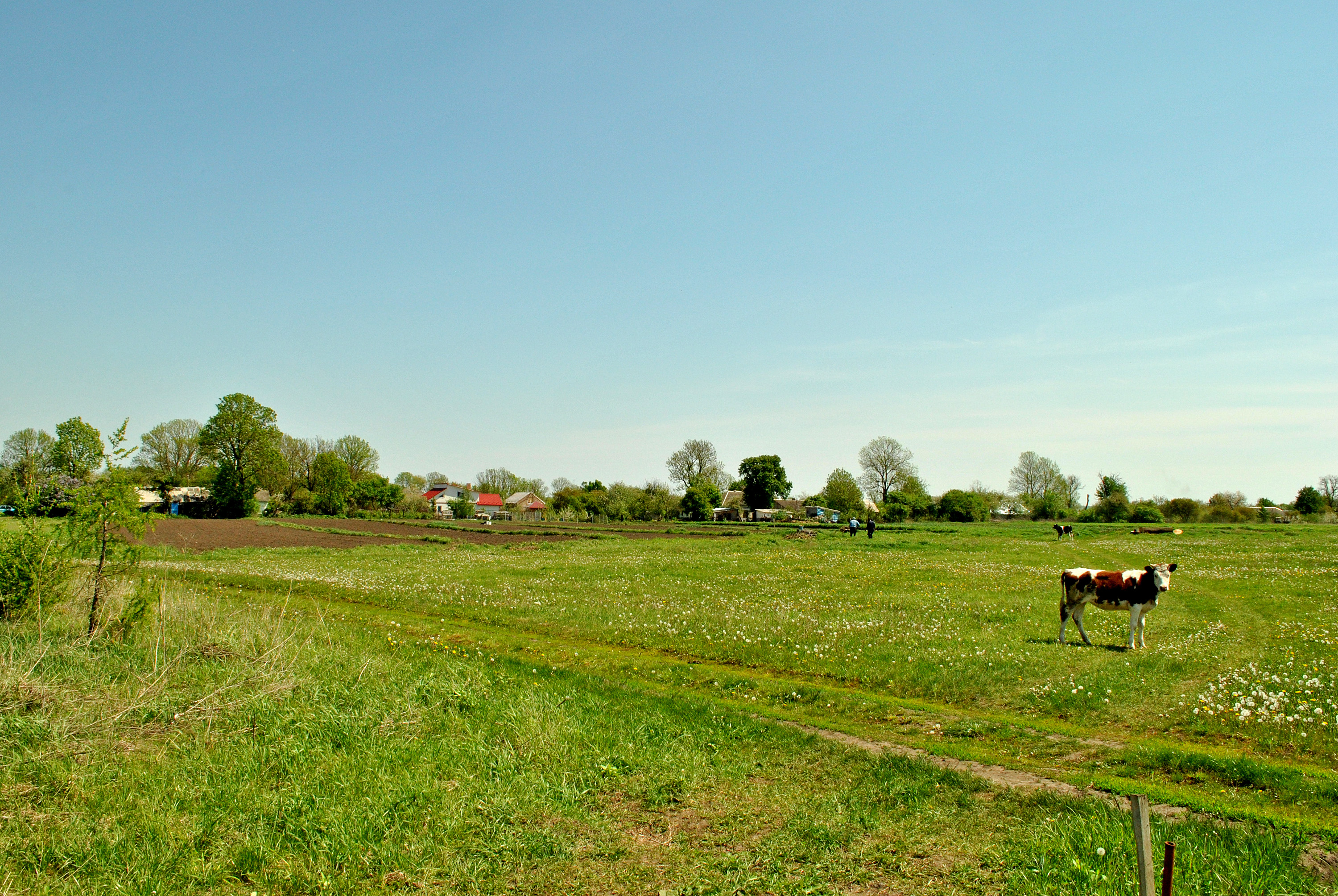
Widok na miejscowość od południowego zachodu
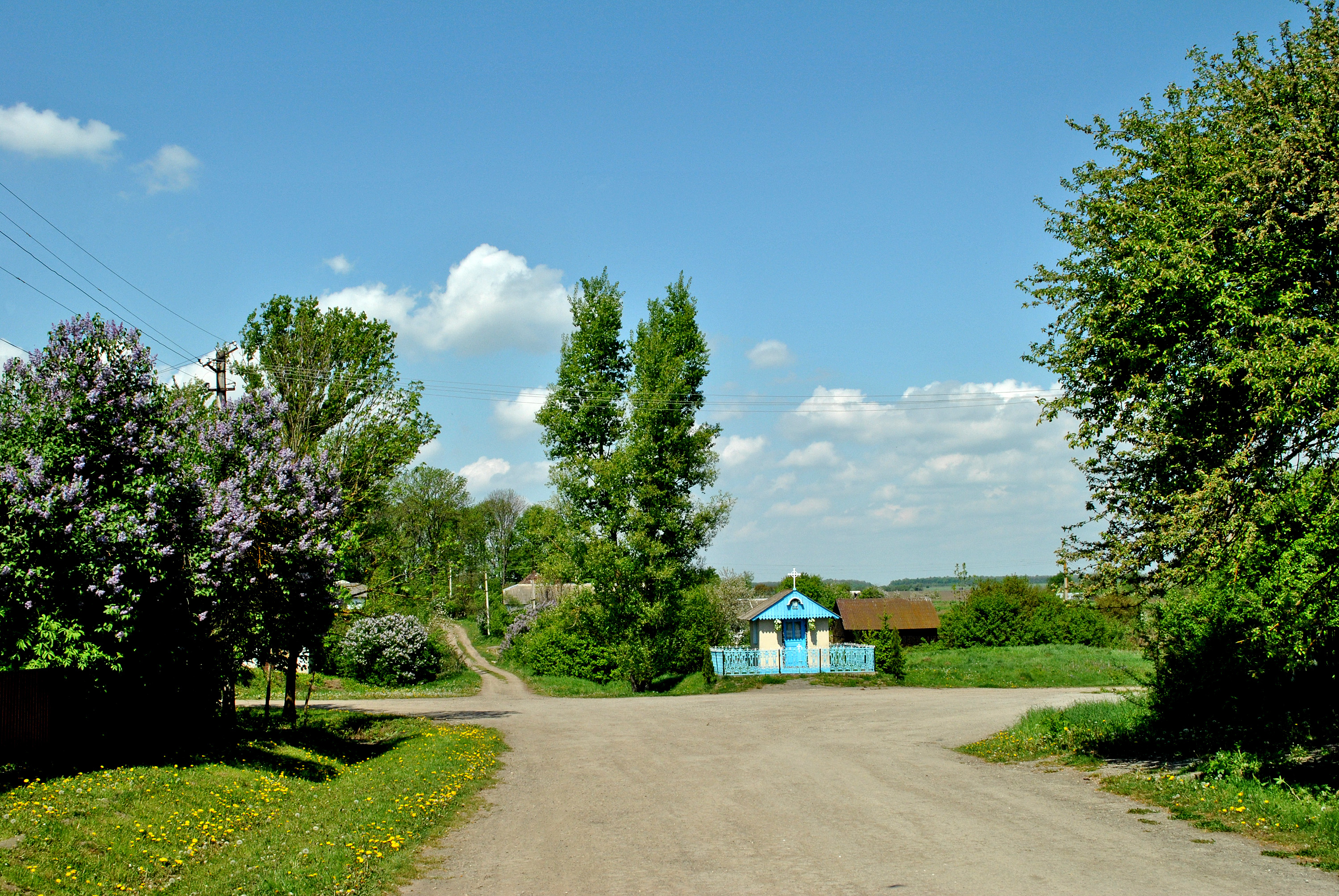
Centralna część wsi
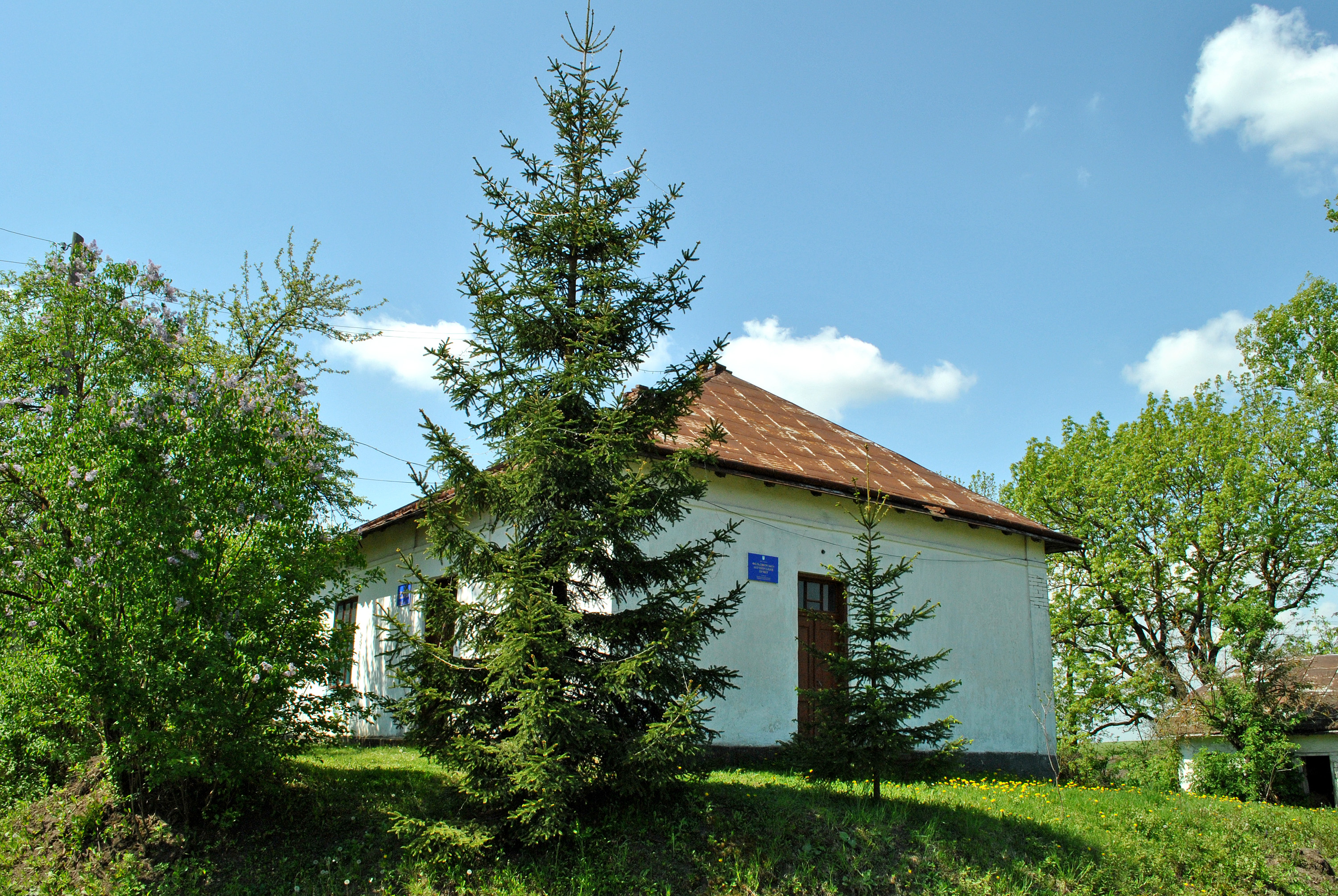
Klub wiejski i stacja ratownicza